# The Creeping Terror
Pour plus de détails, voir Fiche technique et Distribution.
The Creeping Terror est un film américain de science-fiction réalisé par Vic Savage, sorti en 1964.

## Synopsis
Un shérif doit empêcher un monstre provenant de l'espace de dévorer la population locale.

## Fiche technique
- Titre : The Creeping Terror
- Titre original : The Creeping Terror
- Titre anglophone alternatif : The Crawling Monster et Dangerous Charter
- Réalisation : Vic Savage
- Scénario : Robert Silliphant
- Production : Vic Savage
- Cinématographie : Andrew Janczak
- Éditeur : Vic Savage
- Composition musicale : Frederick Kopp
- Studio de production : Metropolitan International Pictures
- Pays de production :  États-Unis
- Format : Noir et blanc
- Genre : Science-fiction/Horreur
- Durée : 81 minutes
- Date de sortie :  
  - États-Unis : 1964

## Distribution
- Vic Savage : Martin Gordon
- Shannon O'Neil : Brett Gordon
- William Thourlby : Dr. Bradford
- John Caresio : Col. James Caldwell
- Brendon Boone : Barney the Deputy
- Byrd Holland : Sheriff
- Jack King : Grandpa Brown
- Pierre Kopp : Bobby

## Critiques
The Creeping Terror est réputé comme étant parmi les pires films jamais produits pour ses monstres qui ne sont pas réalistes et ne font pas peur du tout. Le film est inclus dans The 100 Most Amusingly Bad Movies Ever Made, aussi, le film est inclus dans le livre The Official Razzie Movie Guide écrit par le fondateur du Golden Raspberry Award John J. B. Wilson (en). De plus, la série télévisée culte Mystery Science Theater 3000 lui consacre un épisode en septembre 1994.

## Diffusion en DVD
Le film est disponible dans les nombreux coffrets DVD de la compagnie Mill Creek. L'épisode de la série télévisée culte Mystery Science Theater 3000 est disponible dans le coffret DVD The Mystery Science Theater 3000 Collection, Volume 1 sortie en novembre 2002 en région 1.

## Documentaire
En 2014, The Creep Behind the Camera est un documentaire réalisé par Pete Schuermann qui explique l'arrière scène du tournage du film et la vie privée de Vic Savage. Les scènes du documentaire sont fondées sur les témoignages du tournage du film et des producteurs. Pour les séquences sur la vie privée de Vic Savage, ceux-ci proviennent du livre Hollywood Con Man écrit par sa femme de l'époque Lois Wiseman qui a écrit un roman biographique sur sa vie en changeant les noms des protagonistes.